# Ашшур-нірарі IV
Ашшур-нірарі IV (букв. «Ашшур, прийди на допомогу») — цар Ассирії, правив приблизно в 1019-1013 до н. е.. Син Шульману-ашареда II. Його правління припадає на так зване «Темне століття» і тому за винятком факту його сходження на престол і тривалості його правління про нього нічого не відомо.
Правив 6 років.
| Середньоассирійський період    |                                    |                          |
| Попередник: Шульману-ашаред II | Цар Ассирії бл. 1019-1013 до н. е. | Наступник: Ашшур-рабі II |